# Gabal Elba
Gabal Elba (arabisk: جَبَل علْبَة "Box Mountain"), eller Elba Mountain refererer til selve bjerget såvel som det bjergrige område i Halaib-trekanten i Nordøstafrika. Både Egypten og Sudan gør krav på området, men det er under egyptisk kontrol.

## Geografi
De højere toppe i området er Gabal Elba (1.435 moh.), Gabal Shellal (1.408 moh.), Gabal Shendib (1.910 moh.) og Gabal Shendodai (1.526 moh.).
Den gennemsnitlige årlige nedbør i regionen er mindre end 50 mm, men stigningsregn i og omkring Gabal Elba selv beløber sig til op til 400 mm. i de øverste områder.
Dette skyldes, at Rødehavets kyst ligger kun ca. 15–30 km øst for bjergene, og også det faktum, at kysten, der er let buet mod øst på dette sted, præsenterer en usædvanlig bred front mod havet på tværs af en 20–25 km stribe relativt fladt land, som letter indfangning af fugtige nordøstlige havvinde. Dette fænomen registreres bedst i den nordøstlige del af regionen, hvor Gabal Elba ligger, hvilket forklarer, at Gabal Elba får højere nedbør end andre kystbjerge i området. Tørheden øges gradvist mod sydvest for området.

## Økologi
Gabal Elbas top er en "tågeoase", hvor meget af nedbøren har taget form af dug, tåge og skyer, hvilket skaber et unikt økosystem, der ikke findes andre steder i landet. Faktisk er Gabal Elba et "biodiversitets-hotspot", med en biologisk mangfoldighed der overgår alle terrestriske miljøer i Egypten. Det relative overskud af fugt understøtter en mangfoldig flora med omkring 458 plantearter – næsten 25 % af de plantearter der er registreret i hele landet. Mange afrotropiske arter har deres nordgrænse ved Gabal Elba, og det tætte dække af akacier og andre krat repræsenterer det eneste naturlige skovområde i Egypten.
I den højereliggende tågezone danner arter af akacie-, Moringa- og Gabal Elba dragetræ (en)(Dracaena ombet ) trækroner i skoven med bregner, mosser og sukkulenter i underskoven. Bjerget opsnapper fugtførende vinde fra nordøst, og de nordlige og nordøstlige skråninger er mere fugtige end de vestlige og sydlige skråninger. Savanner af akacie og Delonix vokser ved foden af bjergene og langs vandløb. Bjerget er hjemsted for den største tilbageværende bestand af Dracaena ombet i Egypten og Sudan.
41 fuglearter yngler i og omkring Gabal Elba. Bateleur (Terathopius ecaudatus), Namaquadue (Oena capensis), nubisk natravn (Caprimulgus nubicus), glanssolfugl (Cinnyris habessinicus), rødehavssanger (Curruca leucomelaena), Rosabrystet busktornskade (Rhodophoneus cruen), Afrikansk sølvnæb (Euodice cantans) Sahelspurv (Passer luteus) er afrotropiske arter, som når deres nordligste udstrækning af deres udbredelsesområde på Gabal Elba. Andre hjemmehørende arter er sortisset lærke (Eremopterix nigriceps), gulbrun larmdrossel (Argya fulva), almindelig struds (Struthio camelus) og rovfuglene øregrib (Torgos tracheliotos), lammegrib (Gypaetus barbatus), ådselgrib (Neoph vulture) verreaux ørn (Aquila verreauxii), og høgeørn (Aquila fasciata).

### Nationalpark
Gabal Elba National Park (22°54′N 35°20′E / 22.90°N 35.34°E), blev udpeget af den egyptiske premierminister Ahmed Nazif i 1986, har et areal på omkring 35.600 km2 inkl. Halaib Triangle (på nær det vestligste hjørne), og et område af sammenlignelig størrelse lige nord for det. Den er også kendt for potentielt at rumme den sidste bestand af det nubiske vildæsel. Imidlertid er den genetiske renhed af disse dyr omddiskuteret.
I 2014 blev en voksen hanleopard dræbt af hyrder, efter at den angreb deres kamel i Wadi Shalal, i regionen Halaib i det yderste sydøstlige Egypten. Dette var den første observation af en leopard i Egypten siden 1950'erne.
I vinteren 2024 blev en plettet hyæne dræbt af lokale beboere i Gabal Elba-området. Det var den første dokumenterede forekomst af arten i det moderne Egypten, siden den blev udryddet for over 5.000 år siden. Forskere undersøgte om øget nedbør og græsningsaktiviteter havde indflydelse på at skabe en spredningskorridor for hyæner fra nabolandet Sudan. Nedlæggelsen af dyret var 500 km nord for artens tidligere kendte udbredelsesområde.